# Карташёв, Антон Владимирович
Анто́н Влади́мирович Карташёв (11 (23) июля 1875, Верхне-Кыштымский завод, Екатеринбургский уезд, Пермская губерния, Российская империя — 10 сентября 1960, Ментона, Приморские Альпы, Франция) — российский государственный деятель, последний обер-прокурор Святейшего правительствующего синода; министр исповеданий Временного правительства, богослов, историк русской церкви, церковный и общественный деятель. В эмиграции — идеолог непримиримости. Как последний обер-прокурор подготовил самоликвидацию института обер-прокуратуры и передачу полноты церковной власти Поместному собору Православной российской церкви 1917—1918 годов.
Кандидат богословия, доцент (1900) Санкт-Петербургской духовной академии, профессор по истории России на русском филологическом отделении Сорбонны (1922—1939), доктор церковной истории honoris causa Свято-Сергиевского православного богословского института (1944).

## Биография
Родился в семье члена земской управы. Окончил Екатеринбургское духовное училище (1888), Пермскую духовную семинарию (1894) и Санкт-Петербургскую духовную академию со степенью кандидата богословия(1899). За кандидатскую работу «Славянские переводы творений св. Иоанна Златоуста» награждён премией имени митрополита Иосифа (Семашко). Оставлен профессорским стипендиатом на кафедре истории Русской церкви. В 1900—1905 годах доцент по кафедре истории Русской церкви. В 1906—1918 годах профессор и заведующий кафедрой истории религии и Церкви на Бестужевских высших женских курсах.
Активный участник Религиозно-философских собраний в Санкт-Петербурге в 1901—1903 годах. Друг Зинаиды Гиппиус, Дмитрия Мережковского, Дмитрия Философова, Мариэтты Шагинян; участник религиозной общины, в которую они входили. Председатель Религиозно-философского общества в Санкт-Петербурге (1909—1917). Сотрудник издания «Новый путь», печатался под псевдонимом Т. Романский, редактор-издатель газеты «Вестник жизни».
Младший (1906) и старший (1911) помощник библиотекаря, заведующий отделом богословия (1912) Императорской публичной библиотеки, коллежский советник (1907).
Награждён орденами святого Станислава 3-й степени (1911) и святой Анны 3-й степени (1914).
Был членом масонской ложи Великий восток народов России (ВВНР), входил в Верховный совет этой организации с 1905 по 1917 год. После февраля 1917 года вступил в партию кадетов, входил в состав её Центрального комитета, был одним из лидеров правого крыла.
С 25 марта 1917 года — товарищ обер-прокурора Святейшего синода; с 25 июля — обер-прокурор Синода. Первый министр вероисповеданий Временного правительства, участник Всероссийского демократического совещания, работал в I, II, VI, VII и VIII отделах Предсоборного совета. От имени Временного правительства приветствовал 15 августа открытие Всероссийского поместного собора. В 1918 году член Поместного собора, участвовал в 3-й сессии, член XXIII Отдела.
Арестован вместе с другими министрами Временного правительства во время октябрьских событий в ночь с 25 на 26 октября. Пребывал в заключении в Петропавловской крепости. 7 ноября об освобождении Карташёва и министра финансов Михаила Бернацкого перед Петроградским военно-революционным комитетом ходатайствовала Александра Коллонтай. При голосовании за освобождение Карташёва высказались четыре члена комитета (против — два). Однако Карташёв отказался выходить на свободу под подписку о невыезде, пока не будут отпущены все оставшиеся арестованные министры Временного правительства. 24 ноября делегаты Поместного собора приняли специальное заявление «для оглашения» в печати: «выражаем твёрдую уверенность, что в деятельности А. В. Карташёва не было ничего, что могло бы явиться предметом общественного суда и запятнать его доброе имя, и имея в виду, что многие товарищи его по кабинету, одинаково ответственные за деятельность правительства, давно уже получили свободу, Всероссийский Церковный Собор настаивает на немедленном освобождении А. В. Карташёва из Петропавловской крепости».
В январе 1918 года был переведён в клинику Герзони, а в начале февраля затем выпущен под обещание не предпринимать активного противодействия советской власти. Из «Крестов» Карташёва повезли не домой, — там ему запрещалось жить, — а на Васильевский остров к профессору Владимиру Бенешевичу; оттуда после четырёхдневного пребывания на профессорской квартире его препроводили ко Льву Карсавину, учёному и педагогу. От Карсавина путь лежал к профессору Платону Жуковичу, а от него к секретарю Религиозно-философского общества Сергею Каблукову.
С июля 1918 года участвовал в 3-й сессии Поместного собора Русской церкви, а также в работе Высшего церковного совета. Известно о нескольких встречах Карташёва с патриархом Тихоном, в ходе которых обсуждались проблемы взаимоотношений Церкви и государства в прошлом и настоящем, проекты создания сети православных братств для сохранения церквей и духовенства от преступных посягательств.
В 1917—1918 годах входил в кружок «Воскресение».

### Эмиграция
В январе 1919 года выехал из России в Эстонию. В правительстве Николая Юденича занимал пост министра исповеданий.
В 1920 году переехал во Францию, обвенчался с дочерью священника, вдовой расстрелянного в Выборге в 1918 году подпоручика Николая Михайловича Кириллина Павлой Полиевктовной Кириллиной (урожд. Соболевой; 1889—1969), дочерью и внучкой священника. 
Член приходского совета собора св. Александра Невского в Париже, председатель Русского национального комитета (1924—1940); член епархиальных собраний и епархиального совета временного Русского экзархата в юрисдикции Константинпольского патриархата, один из организаторов Русского студенческого христианского движения (РСХД) и издательства «ИМКА-пресс», член редколлегии еженедельника «Борьба за Россию».
В 1921—1939 годах читал лекции на Курсах по вопросам православного мировоззрения, Высших педагогических курсах и богословском факультете Афинского университета, в парижском Русском народном университете, Обществе студентов для изучения и упрочения славянской культуры, Религиозно-философской академии, Кружке к познанию России, в общественных организациях США. В 1922—1939 годах профессор на русском филологическом отделении Парижского университета
В 1923 году участвовал в возобновлении созданного ещё в 1919 году по благословению патриарха Тихона Братства Святой Софии, был автором его устава.
Был одним из основателей и профессором Свято-Сергиевского православного богословского института в Париже (1925—1960). Учениками его являлись Иван Мейендорф, Пётр Ковалевский, Александр Шмеман. В институте он запомнился студентам как участник церковного хора и прекрасный чтец ветхозаветных паремий. В 1925 году получил строгий выговор за «недопустимые выступления против церковной власти». С 1925 года профессор по кафедрам Священного Писания Ветхого Завета (до 1947 года) и всеобщей истории Церкви и истории Русской Церкви. В 1939—1944 годах инспектор института, затем доктор церковных наук honoris causa
В ноябре 1936 г. участвовал вместе с прот. С. Булгаковым, В. В. Зеньковским, прот. Г. Флоровским в конгрессе православных богословов в Афинах, что свидетельствовало о высоком международном признании богословской школы Свято-Сергиевского института.
В 1946 году участник епархиального съезда в Париже, принявшего решение остаться в юрисдикции Константинопольского Патриархата. В 1950—1951 годах —участник Византологического конгресса в Палермо и конференции православных и протестантских богословов
Похоронен на кладбище Сент-Женевьев-де-Буа (могила № 333). Там же похоронена Павла Полиевктовна и ее сын от первого брака — Мстислав Николаевич Кириллин (1909—1966).

## Публикации
- Речь // Церковный вестник. 1901. — № 41.
- Краткий историко-критический очерк систематической обработки русской церковной истории // Христианское Чтение, 6, 1903. — C. 909—922; 7, 1903. — C. 77-93.
- В недоумении // Новый путь, Февраль, 1903. — C. 239—246 [под псевдонимом Т. Романский].
- Благополучные лица // Новый путь, Март, 1903. — C. 244—251 [под псевдонимом Т. Романский].
- Недоразумения, недоразумения // Новый путь, Апрель, 1903. — C. 199—205 [под псевдонимом Т. Романский].
- Неблагополучно // Новый путь, Май, 1903. — C. 201—203 [под псевдонимом Т. Романский].
- Отчего они такие? // Новый путь, Май, 1903. — C. 203—206 [под псевдонимом Т. Романский].
- Чего не достает? // Новый путь, Май, 1903. — C. 206—210 [под псевдонимом Т. Романский].
- Кто мешает? // Новый путь, Май, 1903. — C. 210—216 [под псевдонимом Т. Романский].
- Не все же // Новый путь, Июль, 1903. — C. 262—276 [под псевдонимом Т. Романский].
- Живое слово // Новый путь, Август, 1903. — C. 239—241 [под псевдонимом Т. Романский].
- Знающие // Новый путь, Октябрь, 1903. — C. 202—208 [под псевдонимом Т. Романский].
- Значительная проповедь // Новый путь, Декабрь, 1903. — C. 212—217 [под псевдонимом Т. Романский].
- Откликаются // Новый путь, Январь, 1904. — C. 268—276 [под псевдонимом Т. Романский].
- К вопросу о браке // Новый путь, Март, 1904. — C. 200—206 [подписано К-в.]
- Свящ. Н. Стеллецкий, Князь А. Н. Голицын и его церковно-государственная деятельность, Киев 1901, 314 с. // Христианское чтение, 12, 1904. — C. 876—889 [рецензия].
- «Начало церковных откликов на жгучие вопросы настоящего момента» — «Отклики реакционного характера» — «Голос либеральной церковной партии» — «Будущее церковных партий» // [[Вопросы жизни, 3, 1905. — C. 431—460 [подписано Уральский].
- Русская Церковь в 1904 г. // Церковный вестник, 1905. — № 1. — C. 2-10.
- Религиозно-общественная хроника // Вопросы жизни, 1905. — № 3.
- Представительство Духовенства в Государственном Совете // Страна, 24 февраля (9 марта), 1906.
- Двигатели Церковной реформы // Страна, 2 (15) марта, 1906.
- Церковь и прогресс // Страна, 11 (24) марта, 1906.
- Новый орган религиозно-общественного движения // Страна, 7 (20) апреля, 1906.
- Обер-прокурор Синода // Страна, 23 апреля (6 мая), 1906.
- Дума и религиозная свобода // Страна, 27 апреля (10 мая), 1906.
- О патриархе // Страна, 3 (16) июня, 1906.
- Церковь и убийства // Страна, 17 (30) июня, 1906.
- Ревность о церкви // Страна, 24 июня (7 июля), 1906.
- Синодальная политика // Страна, 4 (17) июля, 1906.
- К вопросу о религиозной свободе // Страна, 6 (19) июня, 1906.
- Кулачное право и православие // Страна, 3 (16) августа, 1906.
- Обеспечение духовенства // Страна, 25 августа (7 сентября), 1906.
- Где голос Церкви? // Страна, 3 (16) октября, 1906.
- Вакханалия вражды // Страна, 10 (23) октября, 1906.
- Привет движению // Век, 12 ноября, 1906.
- Ревность не по разуму // Страна, 24 ноября (7 декабря), 1906.
- Свобода в Синодальной обработке // Страна, 8 (12) декабря, 1906.
- Путаница церковного сознания // Страна, 12 (25) декабря, 1906.
- Безжизненность Церкви // Страна, 19 декабря (1 января 1907), 1906.
- К полемике с Философовым // Век, 24 декабря, 1906.
- Был ли апостол Андрей на Руси // Христианское Чтение. 1907. — № 7. — C. 83-95.
- Старообрядческая газета // Страна, 20 декабря (2 января 1907), 1906.
- Нормальная платформа по церковному вопросу // Страна, 13 (26) января, 1907.
- Христианство на Руси в период догосударственный // Христианское Чтение. 1908. — № 5. — C. 763—778.
- О партиях в церкви // Русское слово, 1 (14) декабря, 1911.
- Пришибленный Церковный Вестник // Русское слово, 15 (28) декабря, 1911.
- Вторая речь над могилою А. И. Пономарёва // Церковный вестник. 1912. — № 1.
- Либерализм епископа Гермогена // Русское слово, 14 (27) января, 1912.
- Англикане и Русская Церковь // Русское слово, 17 (30) января, 1912.
- Трагедия русского епископа // Русское слово, 22 января (4 февраля), 1912.
- Старый обряд // Русское слово, 8 (21) февраля, 1912.
- Молитва за иноверцев // Русское слово, 12 (25) февраля, 1912.
- Собор без соборности // Русское слово, 11 (24) марта, 1912.
- Манифест епископа Гермогена // Русское слово, 18 (31) марта, 1912.
- Илиодорова реклама // Русское слово, 3 (16) апреля, 1912.
- Еще один сх-профессор духовной академии // Русское слово, 8 (21) апреля, 1912.
- Конфликт Синода с министерством // Русское слово, 9 (22) мая, 1912.
- Неприкосновенные // Русское слово, 13 (26) мая, 1912.
- Торжество православия в духовных академиях // Русское слово, 23 мая (5 июня), 1912.
- Православие и жизнь // Русское слово, 2 (15) июня, 1912.
- Великое кощунство // Русское слово, 7 (20) июня, 1912.
- В преддверии Собора // Русское слово, 23 сентября (5 октября), 1912.
- Два класса // Русское слово, 12 (25) октября, 1912.
- Неразбериха // Русское слово, 24 октября (6 ноября), 1912.
- Митрополит Антоний (†) // Русское слово, 3 (16) ноября, 1912.
- Первый блин // Русское слово, 20 ноября (3 декабря), 1912.
- Грядущий клерикализм // Русское слово, 29 ноября (12 декабря), 1912.
- Религиозная драма // Русское слово, 5 (18) декабря, 1912.
- Вифлеем // Русское слово, 23 декабря (5 января), 1912.
- Церковный год // Русское слово, 1 (14) января, 1913.
- Молитва о Толстом // Русское слово, 3 (16) января, 1913.
- На Иордане // Русское слово, 5 (18) января, 1913.
- Подождут // Русское слово, 22 января (4 февраля), 1913.
- В параличе // Русское слово, 31 января (13 февраля), 1913.
- Религиозная свобода // Русское слово, 5 (18) февраля, 1913.
- Христианская государственность // Русское слово, 7 (20) февраля, 1913.
- Жупелы обер-прокурора Синода // Русское слово, 10 (23) февраля, 1913.
- Вредное непонимание церкви // Русское слово, 15 (28) февраля, 1913.
- В антиохийском патриархате // Русское слово, 26 февраля (11 марта), 1913.
- Иерусалим // Русское слово, 11 (24) апреля, 1913.
- Прихода не будет // Русское слово, 26 июня (15 июля), 1913.
- Духовно-учебная реформа // Русское слово, 22 июня (5 июля), 1913.
- Выход из беды // Русское слово, 3 (16) июня, 1913.
- Аллография // Русское слово, 7 (20) июля, 1913.
- Еще один итог // Русское слово, 18 (31) июля, 1913.
- Судьбы духовной журналистики // Русское слово, 23 июля (5 августа), 1913.
- Оправдания // Русское слово, 29 августа (11 сентября), 1913.
- 1600-летний юбилей // Русское слово, 14 (27) сентября, 1913.
- Архимандриту Автоному // Русское слово, 5 (18) октября, 1913.
- Церковный переворот // Русское слово, 8 (21) октября, 1913.
- Эксперты-гебраисты // Русское слово, 10 (23) октября, 1913.
- Разоблачитель или подделыватель? // Русское слово, 17 (30) октября, 1913.
- Всероссийский союз духовенства // Русское слово, 19 декабря (1 января 1914), 1913.
- К вопросу о православии Феофана Прокоповича // Сборник статей в честь Дмитрия Фомича Кобеко, СПб.: «Типография М. А. Александрова» 1913. — C. 225—236.
- Самоубийство епископа // Русское слово, 19 января (1 февраля), 1914.
- Уроки афонского дела // Русское слово, 23 февраля (8 марта), 1914.
- Церковь в борьбе с пьянством // Русское слово, 11 (24) марта, 1914.
- Большое начинание // Русское слово, 28 августа, 1915.
- Уход А. Д. Самарина // Русское слово, 30 сентября (13 октября), 1915.
- Реформа Синода и пути к независимости Церкви // Русское слово, 24 октября (6 ноября), 1915.
- Перегруппировка иерархов // Русское слово, 5 (18) декабря, 1915.
- Церковная политика // Русское слово, 26 января (6 февраля), 1916.
- Важный акт // Русское слово, 6 (19) марта, 1916.
- Не молчащие // Церковь и жизнь. 1916. — № 1.
- [Статья] // Русское слово. 1917. 20 апреля.
- Синод и Временное правительство // Речь. 1917. 22 апреля.
- Письмо // ВЦОВ. 1917. 31 декабря. — С. 3-4.
- Политика и Церковь // Русская мысль. — Прага. — 1922. — Кн. 1-2. — С. 286—296
- Пути единения // Россия и латинство: Сб. статей, Berlin 1923. — C. 141—151.
- Смысл старообрядчества // Сборник статей, посвященных П. Б. Струве, Прага 1925. — C. 372—381.
- Расколы русской церкви // «Возрождение». — 1925. — № 41 от 13 июля 1925.
- Раскол американской Православной Церкви // Возрождение, 14 июля, 1925 [интервью].
- Чествование М. П. Арцыбашева // За свободу. 1925. — № 111.
- Кризис белого движения // Вестник русского национального комитета. 1926. — № 11. — C. 3-10.
- Почему нам дорога Великая Россия? // Борьба за Россию, 27 ноября, 1926.
- Да, за имя и имена! // Борьба за Россию, 4 декабря, 1926.
- К молодежи // Борьба за Россию, 11 декабря, 1926.
- В чем суть разделения в зарубежной Церкви // Церковный вестник, 2, 1927. — C. 19-27 [под псевдонимом «Мирянин»].
- Новогодний привет // Борьба за Россию, 1 января, 1927.
- С Рождеством Христовым! // Борьба за Россию, 8 января, 1927.
- Только своими силами // Борьба за Россию, 29 января, 1927.
- Памяти ушедших. В. И. Гурко // Борьба за Россию, 5 марта, 1927.
- Через революцию // Борьба за Россию, 12 марта, 1927.
- Памяти ушедших. М. П. Арцыбашев // Борьба за Россию, 12 марта, 1927.
- Христос Воскресе! // Борьба за Россию, 23 апреля, 1927.
- Что день грядущий нам готовит // Борьба за Россию, 30 апреля, 1927.
- Два младенца (из писем с Родины) // Борьба за Россию, 14 мая, 1927.
- Рефлекс национальной мести // Борьба за Россию, 18 июня, 1927.
- Провал религиозного фронта // Борьба за Россию, 16 июля, 1927.
- Судьба красноцерковничества // Борьба за Россию, 30 июля, 1927.
- Православные русские люди! // Борьба за Россию, 6 августа, 1927.
- Расколы во всероссийской Церкви // Борьба за Россию. 1927. — № 38. от 13 августа 1927. — С. 3-5
- Истоки раскола в зарубежной Церкви // Борьба за Россию. 1927. — № 39 от 20 августа 1927. — С. 5-7.
- Церковный вопрос. 1. Карловацкая церковная смута. 2. Компромисс Тихоновской церкви // Борьба за Россию. — 1927. — № 41 от 3 сентября 1927. — С. 1-6
- К студенчеству // Борьба за Россию, 3 сентября, 1927.
- Поражение и победа православия // Россия, 3 сентября, 1927.
- Не губите родную русскую культуру // Борьба за Россию, 10 сентября, 1927.
- Заместителю местоблюстителя патриаршего престола митрополиту Сергию // Борьба за Россию, 10 сентября, 1927.
- Чего не скрыть // Борьба за Россию, 17 сентября, 1927.
- За свободу Церкви // Россия, 29 октября, 1927.
- Убиение России // Борьба за Россию, 5 ноября, 1927.
- Оружие свободного слова // Борьба за Россию, 5 декабря, 1927.
- Бездонная кадь // Борьба за Россию, 10 декабря, 1927.
- Религиозный нэп // Борьба за Россию, 24 декабря, 1927.
- Провал безбожничества // Борьба за Россию, 31 декабря, 1927.
- Сущность церковных реформ Петра Великого; Об евразийстве; Меморандум Русского национального комитета // Возрождение. 1927. — № 607, 610, 668, 764, 822, 841, 844.
- Судьбы «Святой Руси» // Православная мысль. — 1928. — № 1. — С. 134—156.
- Влияние Церкви на русскую культуру // Путь. — 1928. — № 9. — С. 33-40.
- Путеводитель по русской богословской литературе // Вестник РСХД. 1928. — № 11. — C. 18-20
- Разумейте безбожники // Борьба за Россию, 7 января, 1928.
- Кошмар советчины // Борьба за Россию, 11 февраля, 1928.
- Национальное самоутверждение // Борьба за Россию, 18 февраля, 1928.
- Неудача политики митрополита Сергия // Борьба за Россию, 25 февраля, 1928.
- Русская Пасха // Борьба за Россию, 14 апреля, 1928.
- Памяти ушедших. П. Н. Врангель // Борьба за Россию, 5 мая, 1928.
- Обманутое студенчество // Борьба за Россию, 19 мая, 1928.
- Образумливайте одураченных! // Борьба за Россию, 30 июня, 1928.
- Пути и бездорожья православной церкви // Борьба за Россию, 14 июля, 1928.
- Барометр на ветер // Борьба за Россию, 18 августа, 1928.
- Обман войной // Борьба за Россию, 25 августа, 1928.
- Шулерство на идее мира // Борьба за Россию, 8 сентября, 1928.
- Искупление в ваших руках! // Борьба за Россию, 8 сентября, 1928.
- Юбилей здесь и там // Борьба за Россию, 15 сентября, 1928.
- Обманы, обманы, обманы // Борьба за Россию, 22 сентября, 1928.
- К Вузовцам! // Борьба за Россию, 22 сентября, 1928.
- Второе открытое письмо заместителю местоблюстителя Всероссийского патриаршего престола, митрополиту Сергию // Борьба за Россию, 29 сентября, 1928.
- Прихожанин. Беседа о церковном споре // Возрождение, 30 сентября, 3 октября, 5 октября, 9 октября, 12 октября, 14 октября, 1928.
- Лик ужасный и лик прекрасный // Борьба за Россию, 6 октября, 1928.
- Торопитесь спасать Россию! // Борьба за Россию, 13 октября, 1928.
- Путь к победе // Борьба за Россию, 8 декабря, 1928.
- Святость воинского подвига // Георгиевский сборник. Receuil De St. Georges, Paris: «Издание Братства им. преп. Сергия Радонежского при Православном Богословском Институте в Париже» 1928. — C. 12-15.
- Толкование митр. Филаретом церковной молитвы о соединении всех // Вестник РСХД. 1929. — № 1-2. — C. 8-12.
- Еще об идеологии // Вестник РСХД, 11, 1929. — C. 17-20 [отзив след статията на Н. А. Бердяев «К вопросу о идеологии РСХД»].
- Отец русской культуры — св. кн. Владимир // Россия и славянство, 38, 1929; 87, 1930; 97, 1930.
- Рождество победит // Борьба за Россию, 5 января, 1929.
- На пороге освобождения // Борьба за Россию, 12 января, 1929.
- Поругание науки // Борьба за Россию, 23 февраля, 1929.
- Господа коммунисты! // Борьба за Россию, 23 февраля, 1929.
- Не реставрация, а реакция // Борьба за Россию, 1 апреля, 1929.
- Христос воскресе! // Борьба за Россию, 1 мая, 1929.
- Болгарские национальные торжества // Борьба за Россию, 1 июня, 1929.
- Новое о Пушкине // Россия и славянство, 8 июня, 1929.
- О религиозной стихии в русском большевизме // Борьба за Россию, 15 июня, 1929.
- Глупое и безнадежное дело // Борьба за Россию, 15 июля, 1929.
- Варнаки // Борьба за Россию, 1 августа, 1929.
- Нет Иверской будет Иверская! // Борьба за Россию, 15 августа, 1929.
- К русской крестьянке // Борьба за Россию, 15 августа, 1929.
- К празднованию дня русской культуры // Россия и славянство, 17 августа, 1929.
- Издыхание // Борьба за Россию, 1 октября, 1929.
- Крах церковной аферы // Борьба за Россию, 15 октября, 1929.
- Памяти ушедших. Б. Г. Кнатц // Борьба за Россию, 1 декабря, 1929.
- Святки-праздники // Борьба за Россию, 1 января, 1930.
- Год генеральной битвы // Борьба за Россию, 15 января, 1930.
- К крестовому походу. Речь на митинге протеста против религиозных гонений в России 5 марта 1930 г. в Роттердаме // Россия и славянство, 8 марта, 1930.
- К крестовому походу // Борьба за Россию, 15 марта, 1930.
- Церковное облегчение // Россия и славянство, 5 июля, 1930.
- Недоразумение. Отклик на отклик // Россия и славянство, 11 октября, 1930.
- Революция грядет! // Борьба за Россию, 1 декабря, 1930.
- Статья памяти кн. Гр. Н. Трубецкого // Памяти кн. Гр. Н. Трубецкого. Сборник статей, ред. П. Б. Струве, Paris 1930. — C. 24-26.
- Смерть русского ученого // Возрождение. 1930. — № 1801
- Церковная перспектива // Возрождение. 1930. — № 1856.
- Международно-политическая обстановка с.-з. армии ген. Юденича в 1919 г. // Возрождение. 1931. — № 2272.
- Церковь и государство // Вестник РСХД. 1931. — № 6. — C. 6-9.
- О чем напоминает Рождество // Борьба за Россию, 1 января, 1931.
- ГПУ в русской церкви // Борьба за Россию, 15 марта, 1931.
- Христос воскресе! // Борьба за Россию, 15 апреля, 1931.
- Рука Москвы в церкви // Борьба за Россию, 15 июня, 1931.
- Лжецы вольные и невольные // Борьба за Россию, 15 августа, 1931.
- The Church and State (illusstrated from what happened In Russia) // The journal of the fellowship of St.Alban and St. Serglus, 11, 1931, p. 44-54.
- Завет св. кн. Владимира // Путь. — 1932. — № 36. — С. 75-80
- В поисках мира церковного // Россия и славянство, 9 января, 1932.
- Из наших достижений // Возрождение. 1932. — № 2694,
- Один из праздников русской культуры // Возрождение. 1932. — № 2755.
- Церковный вопрос на конгрессе меньшинств в Вене (25.VІ — 1.VІІ. 1932) // Путь. — 1933. — № 40. — С. 40-53
- Временное правительство и Русская Церковь // Современные записки. — 1933. — № 52. — С. 369—388.
- Временное правительство и Церковь // Современные записки, 62, Париж 1933. — C. 1-20.
  - Временное правительство и Русская церковь // Историки-эмигранты. Вопросы русской истории в работах 20-30-х годов. М., 2002.
- Соединение Церквей в свете истории // Христианское воссоединение. Сборник статей, Париж 1933. — C. 82-120.
- К оправданию белой борьбы // Возрождение. 1933. — № 2828
- 75-летие М. М. Фёдорова // Возрождение. 1933. — № 2895
- Дела церковные // Возрождение. 1933. — № 2959
- Вера в Россию // Возрождение. 1933. — № 3081.
- Церковь как фактор социального оздоровления России // Труды кружка к Познанью России, Вып. 1 (1929—1934), Paris, 1934. — C. 115—124.
- Церковь и национальность // Путь. — 1934. — № 44. — С. 3-14
- Личное и общественное спасение во Христе // Путь. — 1934. — № 45. — С. 30-36
- The Paths toward the Reunion // Journal of the Fellowship of St. Alban and St. Sergius, 26 (4), London 1934.
- Церковь в её историческом исполнении // Путь. — 1935. — № 47. — С. 15-27.
- Русское христианство // Путь. 1936. — № 51. — C. 19-31.
  - Русское христианство // Север. 1992. — № 9.
- Русская Церковь периода империи // Труды кружка «К Познанью России», Вып. 2 (1934—1936), Paris 1937. — C. 78-91.
- Свобода научно-богословских исследований и церковный авторитет // Живое предание: Православие в современности, Paris 1937. — C. 25-41.
- Мережковский о Пушкине // Меч, 7, Warszawa 1937.
- В лучах Пушкина // Меч, 8, Warszawa 1937.
- Не забудем // Русский инвалид. 1937. — № 103.
- Лик Пушкина // Лик Пушкина. Речи, читанные на торжественном заседании Богословского Института в Париже, Petseri, 1938. — C. 31-38.
- Православие. Опровержение безбожия // Свет истинный, Женева 1938.
- Святая Русь в путях России // Труды кружка «К Познанью России», Вып. 3 (1938), Paris 1939.
- Die Freiheit der theologisch-wissenschaftlichen Foresehens & die kirchliche Autorität // Procès-verbaux du Premier Congrès de Théologie Orthodoxe à Athènes, Athènes 1939, p. 175—185.
- Крещение Руси св. князем Владимиром и его национально-культурное значение // Владимирский сборник, Београд 1939. — C. 41-54.
- Революция и Собор 1917—1918 гг. // Богословская мысль, 1942. — C. 75-101.
- Надгробное слово памяти о. Сергия Булгакова // Памяти о. Сергия Булгакова, Paris 1945. — C. 4.
- Ветхозаветная Библейская критика. // Ymca-press, Paris, — 1947. — 96 c.
- Жизненный путь митрополита-экзарха Владимира // Православная мысль. — 1947. — № 5. — С. 9-18
- Толкование 67 псалма // Православная мысль. — 1947. — № 5. — С. 95-116.
- Непримиримость // Возрождение. 1947. — Кн. 6. — C. 7-14.
- Православие в его отношение к историческому процессу // Православная мысль. — 1948. — № 6. — C. 89-102.
- Певец Святой Руси // Возрождение. 1950. — Кн. 10. — C. 157—160.
- * Наш долг перед св. апостолом Андреем Первозванным // Церковный Вестник, 2, Paris 1950. — C. 3-5.
- Слово на Пасху Святителя Иоанна Златоуста // Церковный Вестник, 3 (24), Paris 1950. — C. 3-4
- Священной памяти В. В. Болотова // Церковный Вестник, 3 (24), Paris 1950. — C. 4-8.
- Die Entstehung der kaiserlichen Synodalgewalt unter Konstantin dem Grossen, ihre theologische Begründung und ihre kirchliche Reception // Kirche und Kosmos, Luther Verlag 1950
- Как создался Богословский Институт // Церковный Вестник, 4, Paris 1950. — C. 15-17.
- Мои ранные встречи с о. Сергием Булгаковым // Православная мысль. — 1951. — № 8. — С. 47-55
- Церковь и государство // Православие в жизни, New York, 1953. — С. 147—178
- Православие и Россия // Православие в жизни, New York, 1953. — С. 181—210
- 1500-летняя годовщина IV Вселенского Собора // Православная мысль. — 1953. — № 9. — С. 65-95.
- Идеология и церковный путь Франка // Сборник памяти С. Л. Франка, Мюнхен 1954.
- 1400-летие Пятого вселенского собора // Православная мысль. — 1955. — № 10. — С. 60-91.
- 35 лет издательства YMCA-Press // Вестник РСХД. 1955. — № 37. — C. 9-20.
- По какому закону мы живем // Вестник РСХД, 56, 1960. — C. 20-22.
- Церковь в ее историческом исполненнии // Вестник РСХД, 58-59, 1960. — C. 3-15.
- Автобиография Антона Владимировича Карташева (1875—1960) // Вестник РСХД, 58-59, 1960. — C. 57-61.
- Лев Платонович Карсавин // Вестник РСХД. — Париж—Нью-Йорк, — 1960. — № 58-59 — С. 72-79.
- Как создался Православный Богословский Институт в Париже // Вестник РСХД. 1964—1965. — № 75-76. — C. 4-18.
- Лик Пушкина // Лик Пушкина. Париж, 1977.
  - Лик Пушкина // Литературная Россия, 8 февраля, 1991.
- Историческая рама образу преподобного Серафима // Литературная учёба, 1, 1991. — C. 135—137.
- Крещение Руси святым князем Владимиром и его национально-культурное значение // Русское зарубежье в год тысячелетия крещения Руси. Сборник, — М.: «Столица» 1991. — C. 18-22.
- Временное правительство и Русская церковь // Из истории Христианской Церкви на родине и за рубежом в XX столетии. Сборник, М.: «Крутицкое Патриаршее Подворье» 1995. — C. 9-27.
- Лев Платонович Карсавин // Карсавин Л. П. Малые сочинения, СПб.: «Алетейя» 1994. — C. 471—477.
- Письма к З. Н. Гиппиус // Взыскующие града. Хроника частной жизни русских религиозных философов в письмах и дневниках. М., 1997.
- Речи // Записки петербургских Религиозно-философских собраний (1901—1903 гг.). — М., 2005.
- «О новой церковной ориентации». Письма А. В. Карташёва // Вестник Омского университета. Серия «Исторические науки». 2016. — № 3 (11). — С. 234—259.

Книги и отдельные издания
- Краткий историко-критический очерк систематической обработки русской церковной истории. — СПб., 1903.
- Русская церковь в 1905 г. — СПб., 1906.
- Русская Церковь в 1905 г. — СПб., 1906.
- Реформа, реформация и исполнение Церкви pdf. — Петроград: «Корабль», 1916.
- Задачи, характер и программа Русского национального объединения. — Париж, 1921.
- Церковь и государство. Что было и что должно быть в России. — Париж, 1932.
- На путях к Вселенскому собору. Ymca-press Paris, — 1932. — 140 c.
- Святая Русь в путях России. — Париж, 1935.
- Практика апелляционного права Константинопольских Патриархов. — Варшава, 1936.
- Церковь и государство (Восточно-православная точка зрения). — Варшава, 1937.
- Св. Великий Князь Владимир — отец русской культуры. — 1938. — 24c.
- Воссоздание Св. Руси. — Париж, 1956.
- Жизненный путь митрополита-экзарха Владимира: К пятидесятилетию архиерейской хиротонии (1907—1957). — Paris 1957.
- Очерки по истории русской церкви, Том 1. и Том 2 — Париж, 1959.
- Вселенские соборы. — Париж, 1963.
- Церковь, История, Россия. Статьи и выпступления. — М.: Пробел, 1996. — 303 с.